# Dollenchen
Dollenchen [doˈleːnçən] (niedersorbisch Dolanje) ist ein Ortsteil der Gemeinde Sallgast im Landkreis Elbe-Elster im Süden des Landes Brandenburg. Das Dorf gehört dem Amt Kleine Elster (Niederlausitz) an und war bis zum 31. Dezember 1997 eine eigenständige Gemeinde. In Dollenchen leben etwa 300 Einwohner.

## Lage
Dollenchen liegt am südlichen Rand der Niederlausitz, etwa zehn Kilometer südöstlich von Finsterwalde und zehn Kilometer westlich von Großräschen. Die Gemarkung von Dollenchen grenzt im Norden an Göllnitz, im Nordosten kurz an Lipten, im Osten an Wormlage, im Süden an Sallgast und im Westen an Lieskau. Zu Dollenchen gehören der Gemeindeteil Zürchel und der Wohnplatz Danzigmühle.
Das Dorf liegt am Verlauf der Bundesstraße 96. Die Anschlussstelle Großräschen an der Bundesautobahn 13 ist knapp sechs Kilometer von Dollenchen entfernt. Auf der Gemarkungsgrenze mit Wormlage und gleichzeitigen Kreisgrenze zwischen den Landkreisen Elbe-Elster und Oberspreewald-Lausitz fließt der Wormlager Mühlgraben.

## Geschichte
Der Ort Dollenchen wurde erstmals im Jahr 1360 urkundlich erwähnt. Von der Besiedelung des sumpfigen Gebiets geben heute noch die Reste ehemaliger Wassermühlen Zeugnis. Die Herrschaft über den Ort wurde lange Zeit vom Kloster Dobrilugk ausgeübt. Im Zuge der kommunalen Neuordnung des Landes Brandenburg wurde die Gemeinde Dollenchen mit Wirkung vom 31. Dezember 1997 in die Gemeinde Sallgast eingemeindet.

## Sehenswürdigkeiten und Veranstaltungen

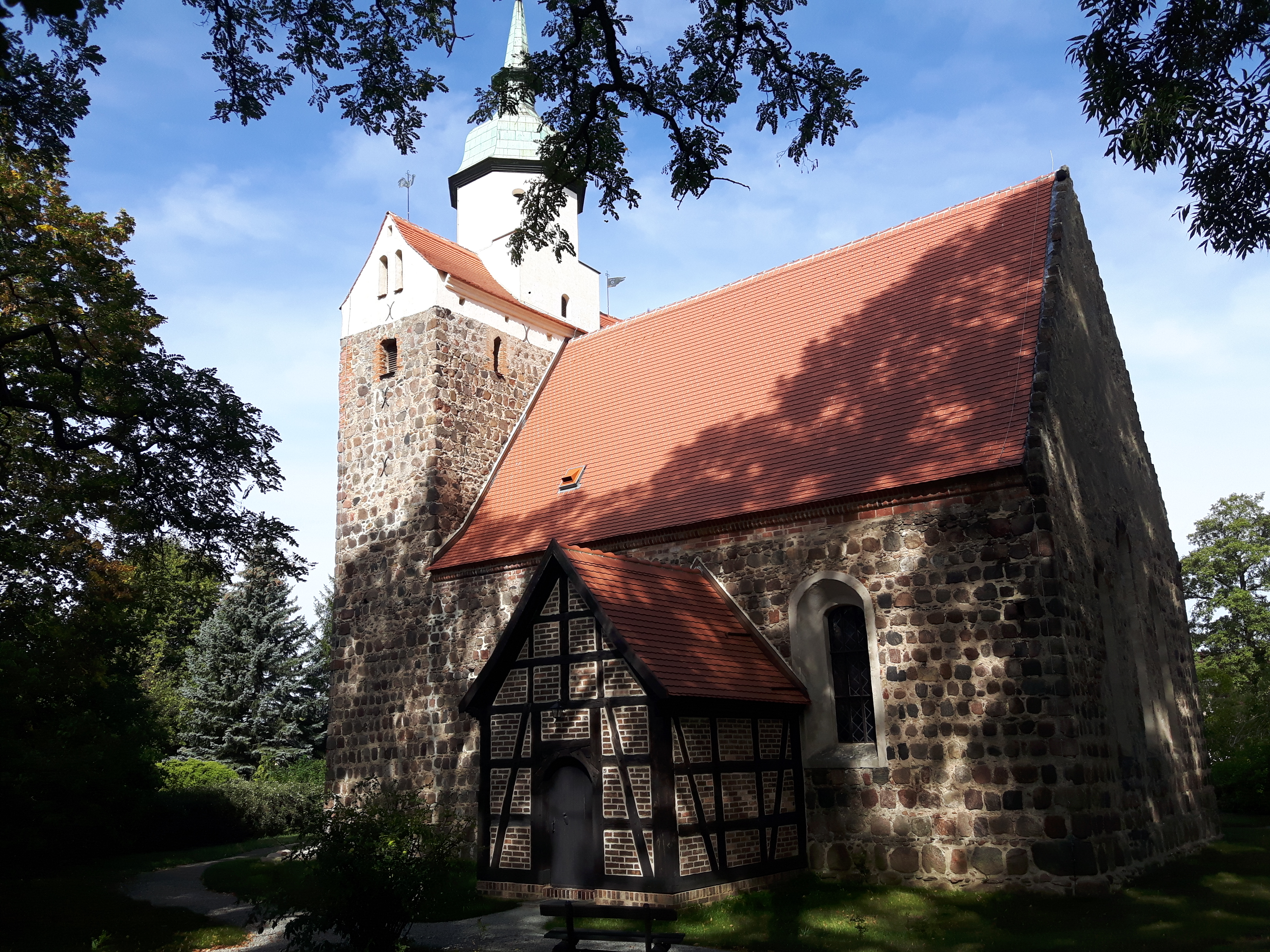
Dorfkirche Dollenchen

Das Ortsbild wird von der aus Granitfindlingen gebauten Dorfkirche aus dem 13. Jahrhundert geprägt.
Das alljährlich stattfindende Stollenreiten zog bis zum Jahr 2015 Tausende von Besucher an.
Seit 2018 gibt es den Hähnchenpokallauf, ein Dorffest in Dollenchen, das im Sommer stattfindet.